# Lope de Hoces y Córdoba
Lope de Hoces y Córdoba (connu à partir de 1619 – 21 octobre 1639) est un amiral espagnol, Almirante del Mar Océano y Capitán General, tué au cours de la bataille des Downs.

## Biographie
Son lieu de naissance est inconnu ainsi que sa formation, mais il doit être originaire de la région de Cordoue. Il est probablement né dans le dernier quart du XVIe. Il a probablement réalisé plusieurs voyages entre l'Espagne et ses colonies en Amérique entre 1610 et 1619.
Il est mentionné pour la première fois dans des archives quand il a été nommé commandant d'une flottille, général de la flotte de Nouvelle-Espagne. Il appareille le 26 juin de cette année de la baie de Cadix pour se rendre à Carthagène des Indes où il doit décharger du mercure avant de reprendre la mer vers le port de Veracruz puis se rend à La Havane et entreprend le voyage de retour vers Sanlúcar où il jette l'ancre le 18 septembre 1620.
À son retour, en l'absence de Don Fadrique Álvarez de Tolède y Mendoza, capitaine général de l'Armada del Mar Océano, il en assure le commandement intérimaire en 1621.
En 1626 il combat contre les Hollandais dans les eaux du Brésil. En 1632, il arme à Cadix une flotte de 19 navires qui vont constituer le noyau de la flotte de la Nouvelle-Espagne.
En 1633, sous les ordres de Lope Díez de Armendáriz Aux y Saavedra, marquis de Cadereyta, du Conseil de guerre de sa Majesté et Capitaine général de l'armada de la garde de la route des Indes, avec l'appui de l'escadre particulière de Nicolás de Massibradi, armateur de Raguse, regroupant un total de 55 navires, il prend aux Hollandais le fort de l'île Saint-Martin, le 1er juillet après un siège commencé le 24 juin. Il y laisse 250 hommes et des munitions pour garder le fort.
En 1635, il est retour en Andalousie avec la flotte de Nouvelle-Espagne. Il en repart le 7 septembre 1635 avec une flotte comprenant 3 hourques, une patache, deux galions de 1200 et 800 tonneaux et 3 navires portugais. Il part pour le Brésil, prend Curaçao aux Hollandais et restaure la confiance sur la sécurité de la route commerciale des Indes.
Dans la guerre entre les Pays-Bas et le Portugal, il échoue en 1635 à reprendre Pernamboc.
Il part de Baía de Todos-os-Santos pour aller attaquer Curaçao le 14 février 1636. Après une nouvelle bataille le long de la côte du Brésil contre une escadre hollandaise composée de 8 galions, le 19 février 1636, il décide de retourner à Baía pour faire de réparations.
Il part de Baía le 26 mars en escortant le convoi du sucre brésilien et retourne en Espagne, où a commencé en 1635 une nouvelle guerre entre la France et l'Espagne. Après la mort de Jacques Colaert, il va le remplacer pour assurer les transports entre l'Espagne et les Pays-Bas espagnols.
Il est à Cadix en 1637 quand il est décidé d'amener des renforts en Flandre en réunissant une escadre à La Corogne, mais la présence d'une flotte hollandaise dans la Manche fait arrêter ce projet. Lope de Hoces demanda alors de prendre le commandement de l'escadre pour assurer le libre passage du convoi. Le roi Philippe IV lui envoie le 28 août 1637 l'ordre de prendre la direction de l'escadre de Cantabrique basée à La Corogne. Il lève l'ancre de la baie de Cadix le 30 août avec 8 galions pour atteindre le port de Santoña où se trouve l'escadre de don Juan de Hoyos composée de 12 galions et de là rejoignit La Corogne pour renouveler les vivres, les munitions et la poudre. Une tempête l'oblige à abandonner des galions qui doivent se faire réparer.
Il lance des raids contre les navires français et hollandais qui se trouvaient à l'île San Miguel et réussit à en détruire plusieurs puis il revient à La Corogne le 28 septembre.
En dépit du blocus imposé par les Hollandais, il a réussi à transporter en Flandres des troupes de renfort et capture deux navires hollandais. Puis il rejoint l'escadre de Dunkerque. De là il a rejoint La Corogne.
En juin 1638, une importante armée française placée sous les ordres du prince de Condé traverse les Pyrénées pour faire le siège de Fontarrabie. Une flotte française placée sous le commandement de l'archevêque Sourdis, forte d'une quarantaine de navires a quitté la rade de Belle-Isle pour assurer le blocus maritime de la ville. L'amiral Lope de Hoces reçoit l'ordre d'attaquer la flotte française mais inférieur en nombre, il s'est mis à l'abri dans la baie de Guetaria. Découverte, la flotte espagnole est détruite le 22 août 1638 au cours de bataille de Guetaria. L'amiral Lope de Hoces et 1000 Espagnols se sauvent en rejoignant le rivage à la nage.
Il est tué à la bataille des Downs, à bord de la Santa Teresa, le 21 octobre 1639.

## Famille
Son fils, Alonso Antonio de Hoces y Hoces, a reçu le 21 juillet 1640, du roi Philippe IV, le titre de comte de Hornachuelos, en récompense des services de son père.